# Štrkovec (okres Rimavská Sobota)
Štrkovec (maďarsky Kövecses) je obec na Slovensku v okrese Rimavská Sobota. První písemná zmínka o obci pochází z roku 1323. Žije zde 380 obyvatel. Rozloha obce je 4,35 km². Je zde základní škola (1.-4. ročník) s vyučovacím jazykem maďarským.

## Historie
Do konce 1. světové války byla obec součástí Uherska. V důsledku první vídeňské arbitráže byla v letech 1938 až 1944 součástí Maďarska.

## Kultura a zajímavosti

### Památky
- Reformovaný kostel, klasicistní stavba z roku 1825. Do současné podoby byl přestaven po povodni v roce 1885.[3]